# قره ملهم
قره ملهم یک روستا در ایران است که در دهستان ارشق شمالی واقع شده‌است. قره ملهم ۲۴ نفر جمعیت دارد.